# Метевтамак
Метевтама́к (рос. Метевтамак, башк. Мәтәүтамаҡ) — село у складі Туймазинського району Башкортостану, Росія. Входить до складу Карамали-Губеєвської сільської ради.
Населення — 457 осіб (2010; 433 у 2002).
Національний склад:
- башкири — 72 %
- татари — 26 %